# Start Cycling Team
Das Start Cycling Team ist ein bolivianisches Radsportteam mit Sitz im argentinischen La Plata.
Die Mannschaft wurde 2012 gegründet und nimmt als Continental Team an den UCI Continental Circuits teil. Managerin ist Laura Frazer, die von den Sportlichen Leitern Joyce Ghijs, Alexander Labbe und Leonel Vallina unterstützt wird.

## Saison 2019

### Nationale Straßen-Radsportmeister
| Datum     | Rennen                                            | Sieger             |
| --------- | ------------------------------------------------- | ------------------ |
| 27. April | Argentinische Meisterschaft – Straßenrennen (U23) | Oscar Nehuen Bazan |

## Platzierungen in UCI-Ranglisten
UCI Africa Tour
| Saison    | Mannschaftswertung | Fahrerwertung         |
| --------- | ------------------ | --------------------- |
| 2012      | 15.                | Mauricio Frazer (82.) |
| 2013      | 14.                | David van Eerd (110.) |
| 2014-2016 | -                  | -                     |

UCI America Tour
| Saison | Mannschaftswertung | Fahrerwertung         |
| ------ | ------------------ | --------------------- |
| 2012   | 45.                | Ibon Zugasti (361.)   |
| 2013   | 22.                | Darren Matthews (62.) |
| 2014   | 46.                | Ernesto Mora (407.)   |
| 2015   | -                  | -                     |
| 2016   | 14.                | Rene Corella (169.)   |

UCI Asia Tour
| Saison    | Mannschaftswertung | Fahrerwertung               |
| --------- | ------------------ | --------------------------- |
| 2012-2013 | -                  | -                           |
| 2014      | 67.                | Eugen Wacker (211.)         |
| 2015      | -                  | -                           |
| 2016      | 91.                | Christopher Mansilla (558.) |

UCI Europe Tour
| Saison    | Mannschaftswertung | Fahrerwertung              |
| --------- | ------------------ | -------------------------- |
| 2012      | 116.               | Nicolae Tanovitchii (788.) |
| 2013-2014 | -                  | -                          |
| 2015      | 123.               | Zsolt Dér (664.)           |
| 2016      | 108.               | Dusan Kalaba (920.)        |